# Carlos Prieto Martos
Carlos Prieto Martos   (Mèrida, 2 de febrer de 1980) és un exjugador d'handbol extremeny que jugava en la posició de pivot. Fou internacional amb la selecció espanyola, amb la qual guanyà els Jocs del Mediterrani d'Almeria 2005 i aconseguí la medalla de bronze als Jocs Olímpics de Pequín 2008.

## Equips
- FC Barcelona (1997 - 1999)
- BM Gáldar (1999 - 2002)
- BM Ciudad Real (2002 - 2007)
- BM Valladolid (2007 - 2009)
- Rhein-Neckar Löwen (2009-2010)
- RK Celje (2010-2012)
- Bergischer HC (2012)
- Kadetten Schaffhausen (2012-2013)
- HSG Wetzlar (2013-2016)
- TV 05/07 Hüttenberg (2019)
- New York City Handball Club (2019)

## Palmarès
Actualitzat a gener de 2009.
- 4 Lligues ASOBAL: 1997-1998, 1998-1999, 2003-2004 i 2006-2007
- 2 Copes del Rei: 1997-1998 i 2002-2003
- 2 Supercopes d'Espanya: 1997-1998 i 2004-2005
- 4 Copes ASOBAL: 2003-2004, 2004-2005, 2005-2006 i 2006-2007
- 3 Copes d'Europa: 1997-1998, 1998-1999 i 2005-2006
- 1 Recopa d'Europa: 2002-2003
- 4 Supercopes d'Europa: 1997-1998, 1998-1999, 2005-2006 i 2006-2007
- 1 Medalla d'Or als Jocs del Mediterrani d'Almeria 2005.
- 1 Medalla de Bronze als Jocs Olímpics de Pequín 2008.